# I Don't Care（with Spoonz）
I Don't Care（with Spoonz）是韓國男子音樂團體NU'EST因成員黃旼炫加入限定團體Wanna One，組成的分隊NU'EST W所發行的第二首韓文數位單曲，與NCsoft旗下角色品牌Spoonz合作。2018年10月1日於各大音源網站公開線上音源。

## 背景與發行
2018年9月21日，Pledis娛樂透過NU'EST W官方SNS發表了其與NCsoft旗下角色品牌Spoonz合作的團體預告照，同時宣告於10月1日發行合作數位單曲〈I Don't Care（with Spoonz）〉與MV。
NU'EST W分別變身為Spoonz角色，從9月26日起依序公開成員JR、Aron、白虎、Ren的個人預告照與MV預告影片，這首帶有可愛歡樂氛圍的歌曲，也因全體成員參與創作產生特別的意義。

## 簡介
〈I Don't Care（with Spoonz）〉一曲以明亮輕快的旋律與俏皮詼諧的歌詞，展現NU'EST W成員四人四色的多重魅力，也讓大眾發現其不同以往的青春少年面貌。
歌曲由BUMZU、白虎、KISSY共同作曲，最特別的是成員四人皆參與歌詞創作，以正向樂觀的歌詞讓這首歌曲呈現更完整的和諧性；簡易積極的歌詞不但獲得大眾的接受度，MV更以多彩的空間吸引目光，在視覺與聽覺上皆給予豐富的享受。

## 宣傳活動
為了慶祝〈I Don't Care（with Spoonz）〉發行，NU'EST W在10月1日單曲發行前於NU'EST官方VLIVE頻道進行現場直播活動，講述此次與Spoonz合作的相關內容。Spoonz則是在其官方Youtube頻道公開此次NU'EST W成員們共同製作歌曲的過程。
同時，Spoonz在10月3日至11日於首爾新村現代百貨公司Young館的U-PLEX地下二樓開設Spoonz Popup Store，NU'EST W亦會在10月11日舉辦簽名會，參與此快閃店活動。在一連串的宣傳活動後，Spoonz與NU'EST W的合作獲得了熱烈的迴響，品牌團隊預定擴大計畫，將Spoonz品牌的概念與價值推廣至海外，以Spoonz受到更多喜愛作為理想目標。

## I Don't Care（with Spoonz）NU'EST版本
2019年4月4日，NCsoft宣布NU'EST成爲其旗下角色品牌Spoonz的廣告代言人，將推出多樣化的活動。隨後在2019年6月1日，I Don't Care（with Spoonz）NU'EST版本於NU'EST官方Youtube頻道公開，以五人的歌聲再次詮釋這首歡快欣暢的歌曲。

## 曲目
| 曲序     | 曲目                        |                        | 作曲             | 编曲         | 时长 |
| -------- | --------------------------- | ---------------------- | ---------------- | ------------ | ---- |
| 1.       | I Don't Care（with Spoonz） | 白虎 JR Aron Ren BUMZU | BUMZU 白虎 KISSY | KISSY ANCHOR | 3:31 |
| 总时长： | 总时长：                    | 总时长：               | 总时长：         | 总时长：     | 3:31 |

## 發行歷史
| 地區 | 日期          | 格式     | 廠牌       |
| ---- | ------------- | -------- | ---------- |
| 韓國 | 2018年10月1日 | 數位下載 | Pledis娛樂 |

## 音樂錄影帶
| 首播日期      | 歌名                                |
| ------------- | ----------------------------------- |
| 2018年10月1日 | I Don't Care (with Spoonz)          |
| 2019年6月1日  | NU'EST - I Don't Care (with Spoonz) |

## 成員代表Spoonz角色
| 成員 | Spoonz角色 |
| ---- | ---------- |
| JR   | BT         |
| Aron | Slime      |
| 白虎 | Diabol     |
| 旼炫 | Ping       |
| Ren  | Cindy      |